# バーデン大公国邦有鉄道

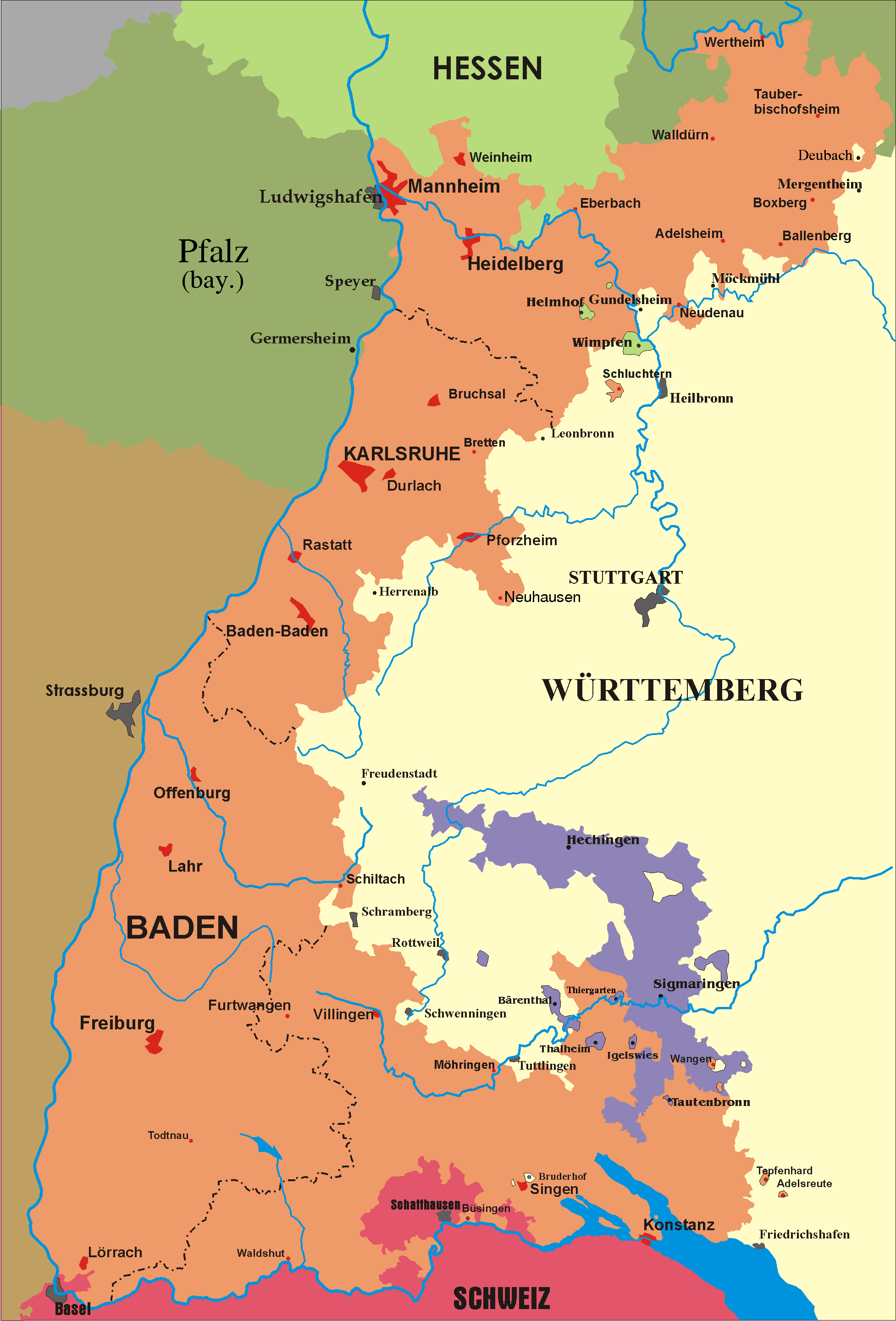
1806年から1945年までのバーデンの地図

バーデン大公国邦有鉄道（バーデンたいこうこくほうゆうてつどう、ドイツ語: Großherzoglich Badische Staatseisenbahnen、略称G.Bad.St.E.）は、1840年に設立されたバーデン大公国の国有鉄道である。日本語ではバーデン国鉄、バーデン官有鉄道などとも呼ばれる。
ドイツでは、1871年にプロイセン王国・バイエルン王国・ザクセン王国・バーデン大公国・ヴュルテンベルクなどのドイツ語圏の多くの領邦からドイツ帝国が成立したが、それ以前に多くの領邦は独自に鉄道を有していた。各領邦の鉄道は、次第に運営上の協力を深めてはいったが、ドイツ帝国成立後も第一次世界大戦後までそれぞれに独立したまま運営された。
1920年にドイツ国営鉄道へ統合された時点で、路線長の合計は約2,000 kmに達していた。

## 歴史

### 設立

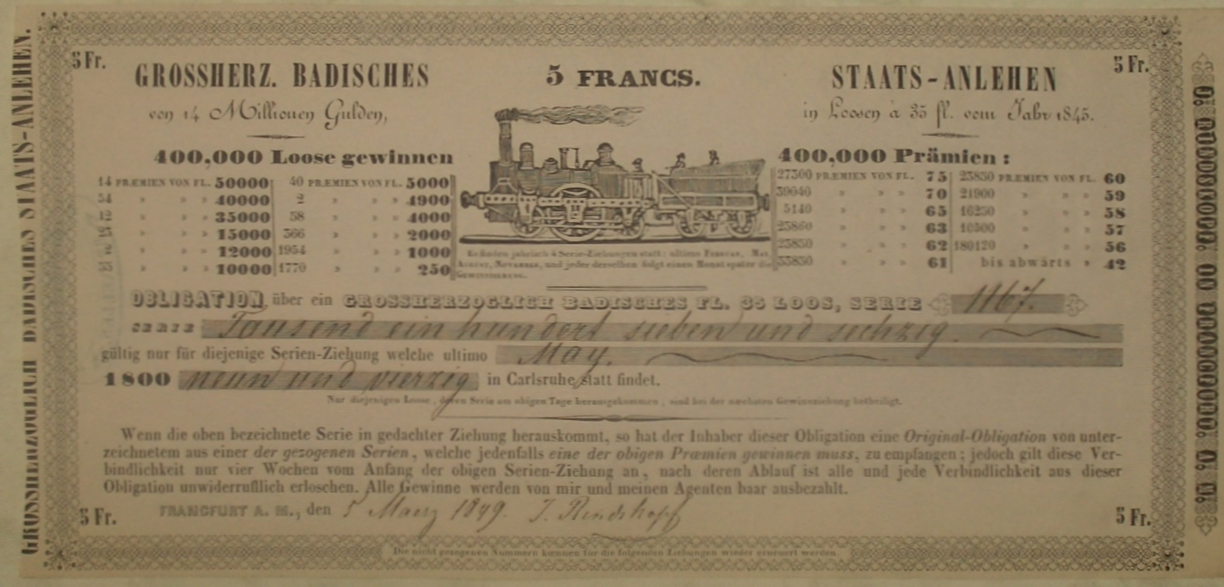
鉄道建設資金を調達するために1845年から1849年にかけて発行された、バーデン大公国の割増金つき債券

バーデン大公国は、ドイツの領邦の中ではブラウンシュヴァイク公国に次いで2番目に国家予算で鉄道を建設し運営した。1833年にマンハイムの事業家、ルートヴィヒ・ニューハウス (Ludwig Newhouse) がマンハイムからバーゼルまでの鉄道を建設する提案を初めて提出した。しかし当初はバーデン大公国政府からの支援は得られなかった。フリードリッヒ・リストによるものなど、他の鉄道建設提案もやはり当初は受け入れられなかった。隣接するフランス領アルザスにおいて1837年にバーゼルからストラスブール（シュトラースブルク）までの鉄道を建設する会社が設立されて初めて、通商路をめぐる競争でアルザスに敗れるのを避けるために、バーデンにおいて鉄道を建設する真剣な検討が開始された。1838年3月29日にバーデンの議会の臨時会において、最初の路線であるマンハイムからバーゼル付近のスイス国境まで、そしてバーデン＝バーデンへとストラスブールへの支線を建設するための3本の法律が制定された。主にカール・フリードリッヒ・ネベニウスの主張により、この鉄道の建設には政府が資金を出すことになった。1838年9月に建設に着手した。
鉄道の建設には内務省が責任を負っており、この目的のために鉄道建設局を内務省内に設置した。後にこの鉄道建設局は水・道路建設局へ統合された。一方で鉄道の運営に関しては対照的なことに外務省が責任を負っていた。これは郵便運営部門が外務省に置かれていたためで、これ以降郵便・鉄道局となった。1872年にバーデンの郵便部門が帝国郵便（ライヒスポスト）へ統合されたのち、バーデン大公国邦有鉄道として独立した鉄道部門が設置された。

### 幹線網の建設

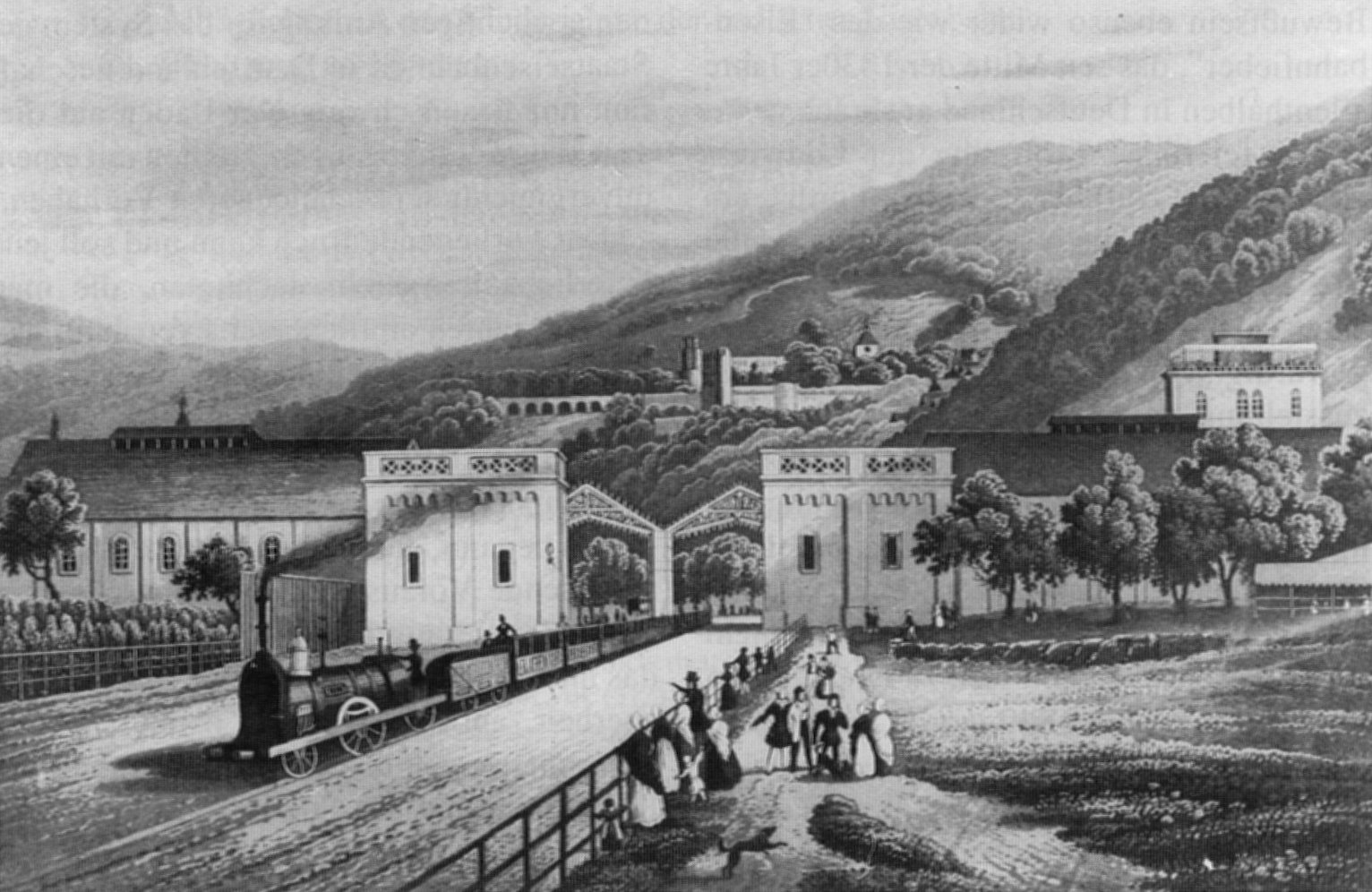
ハイデルベルク駅からの列車の出発、1840年

最初の路線はバーデン本線と呼ばれ、1840年から1863年にかけて順次開通した。マンハイムからハイデルベルクまでの最初の18.5 kmの区間は1840年9月12日に運行を開始した。その後カールスルーエまで1843年に、オッフェンブルクまで1844年に、フライブルクまで1845年に、シュリーンゲンまで1847年に、エフリンゲン＝キルヒェンまで1848年に、そしてハルティンゲンまで1851年に開通した。ケールおよびバーデン＝バーデンへの支線はそれぞれ1844年と1845年に開通した。本線をバーゼルまで延長するにはスイス政府との交渉が必要となり、バーデンからの路線をスイスの鉄道網に接続するのはバーゼルがよいか、ヴァルツフートがよいかで議論になっていたため、いくらか遅れることになった。

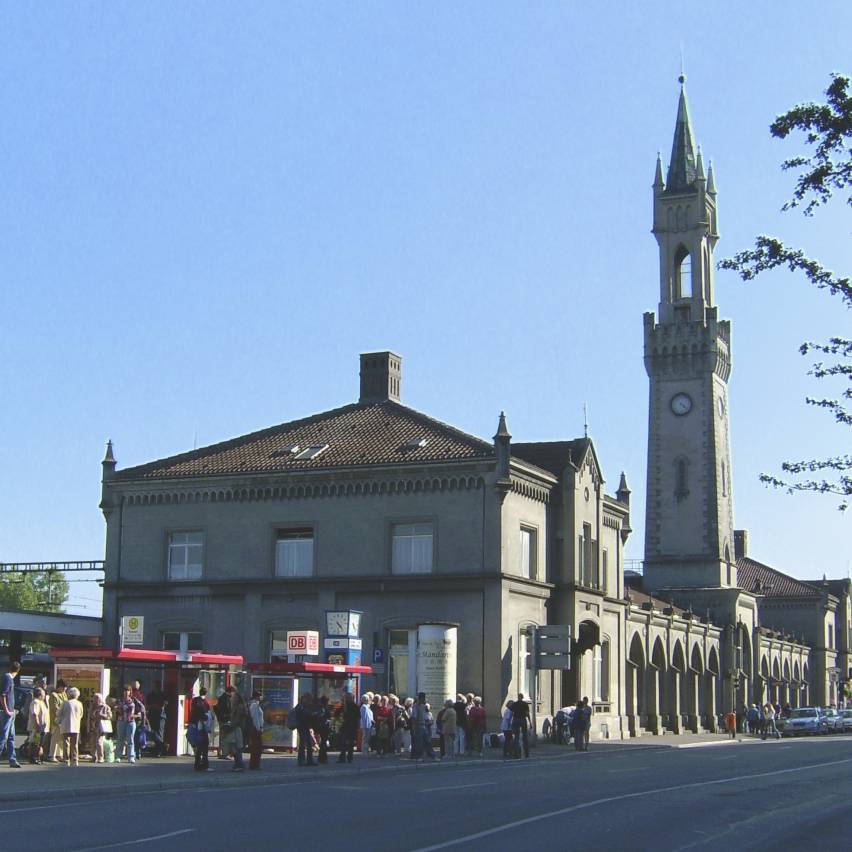
コンスタンツ駅、かつてのバーデン大公国邦有鉄道の駅に典型的な細い時計塔が残る

1852年7月27日の条約により合意が成立し、スイス領内にバーデン大公国邦有鉄道が路線を建設し運行することができるようになった。
バーデンの鉄道は当初、5フィート3インチ（1,600 mm、通称アイリッシュゲージ）軌間で建設されていた。これは広軌のほうが車両を大きくでき、強力な機関車を用いることができるというネベリウスの主張によるものである。当時周辺国では標準軌による鉄道の建設が始まっていたが、バーデンは交通網の要衝に位置するため、隣接国もいずれバーデンと同じ軌間を選ぶであろうと考えられていた。しかしこの思惑は外れ、隣接国すべてが標準軌を選択したことから、バーデン大公国邦有鉄道は1854年から1855年にかけて1年かからずにすべての路線を標準軌に改軌した。
バーデンの鉄道は、1855年にバーゼルに到達し、その後ヴァルツフートへ1856年に、コンスタンツに1863年に到達した。これにより全長414.3 kmのバーデン本線が完成した。重要な南北軸で、またコンスタンツ湖地区への連絡も行うバーデン本線の完成後は、鉄道網拡大計画の続きとしてプフォルツハイム地方へカールスルーエ - プフォルツハイム - ミュールアッカー方面（1859年から1863年にかけて開通）、オーデンヴァルト、タウバーフランケン地方への連絡路線となるオーデンヴァルト線（ハイデルベルク - モースバッハ - ヴュルツブルク、1862年から1866年にかけて開通）、カールスルーエからコンスタンツへバーゼルを迂回せずに直結するシュヴァルツヴァルト線（1866年から1873年にかけて開通）などが進められていった。

### 隣接国への連絡

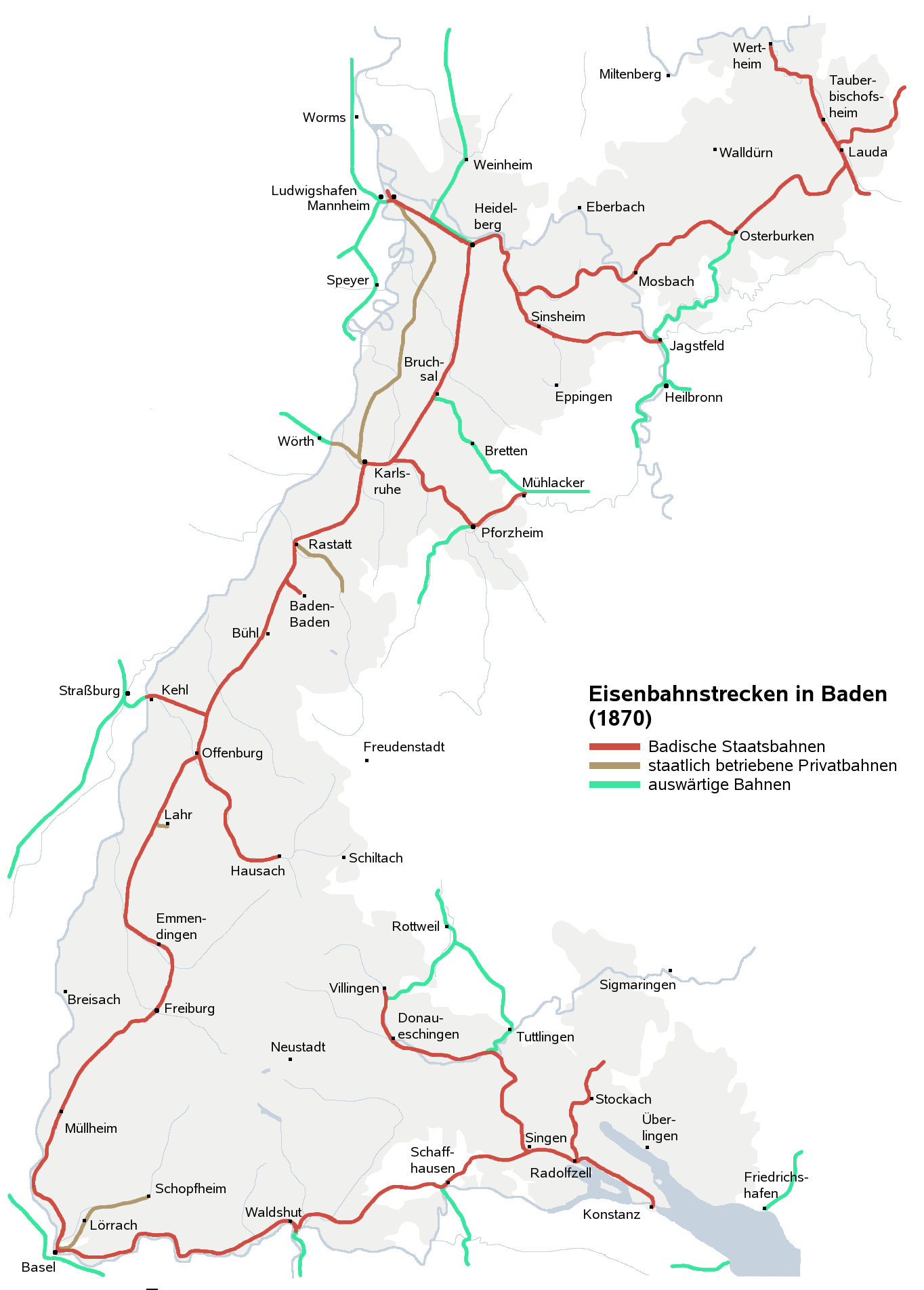
1870年時点でのバーデンにおける鉄道網計画

バーデン本線の建設中でも、既にスイスの鉄道網との接続計画が策定されていた。これはヴァルツフートでライン川にかかるロベルト・ゲルヴィヒの手による鉄道橋が1859年8月18日に開通したことで実現した。さらに1863年にはシャフハウゼンで、1871年にはコンスタンツで、1875年にはジンゲンでも接続された。ライン川の東岸にあるバーデン大公国邦有鉄道側のバーゼル・バーディッシャー駅と、ライン川の西岸にあるバーゼル中央駅を結ぶバーゼル連絡線は1873年に開通した。こんにちではこの路線は、ドイツとスイスを結ぶもっとも重要な接続路線となっている。
北方のヴァインハイム - ダルムシュタット - フランクフルト・アム・マイン方面への連絡は、バーデン大公国邦有鉄道も運営に参画するマイン-ネッカー線によって1846年に実現した。1879年にはリート線も開通したが、バーデン大公国邦有鉄道はこの路線については保有していなかった。
1861年には、ケールとストラスブールの間でライン川に架かる橋が完成して、フランスとも直接結ばれた。プファルツ地方への開通は1865年にカールスルーエとマックスアウの間の舟橋を利用して実現し、またマンハイムとルートヴィヒスハーフェンの間も1867年に開通した。バイエルン王国との接続も、オーデンヴァルト線の開通により1866年に実現した。
ヴュルテンベルクとは、ドイツとアルプス山脈の峠を結ぶ交通需要の誘致を争っていた関係で、双方を結ぶ路線の交渉はとても難航することになった。バーデン側はプフォルツハイムを経由する路線を望んだのに対して、ヴュルテンベルクはより直接的にブルッフザールへ通じる路線を望んだ。1850年12月4日の条約により最終的に、ヴュルテンベルクはシュトゥットガルト - ミュールアッカー - ブレッテン - ブルッフザールを直接結ぶヴュルテンベルク西線をバーデン領内でも建設する権利を得る一方で、バーデンは一部でヴュルテンベルク領内を通過するカールスルーエ - ミュールアッカー線の建設と運行を認められることになった。ブルッフザールへの連絡は1853年に開通した。

### さらなる拡張

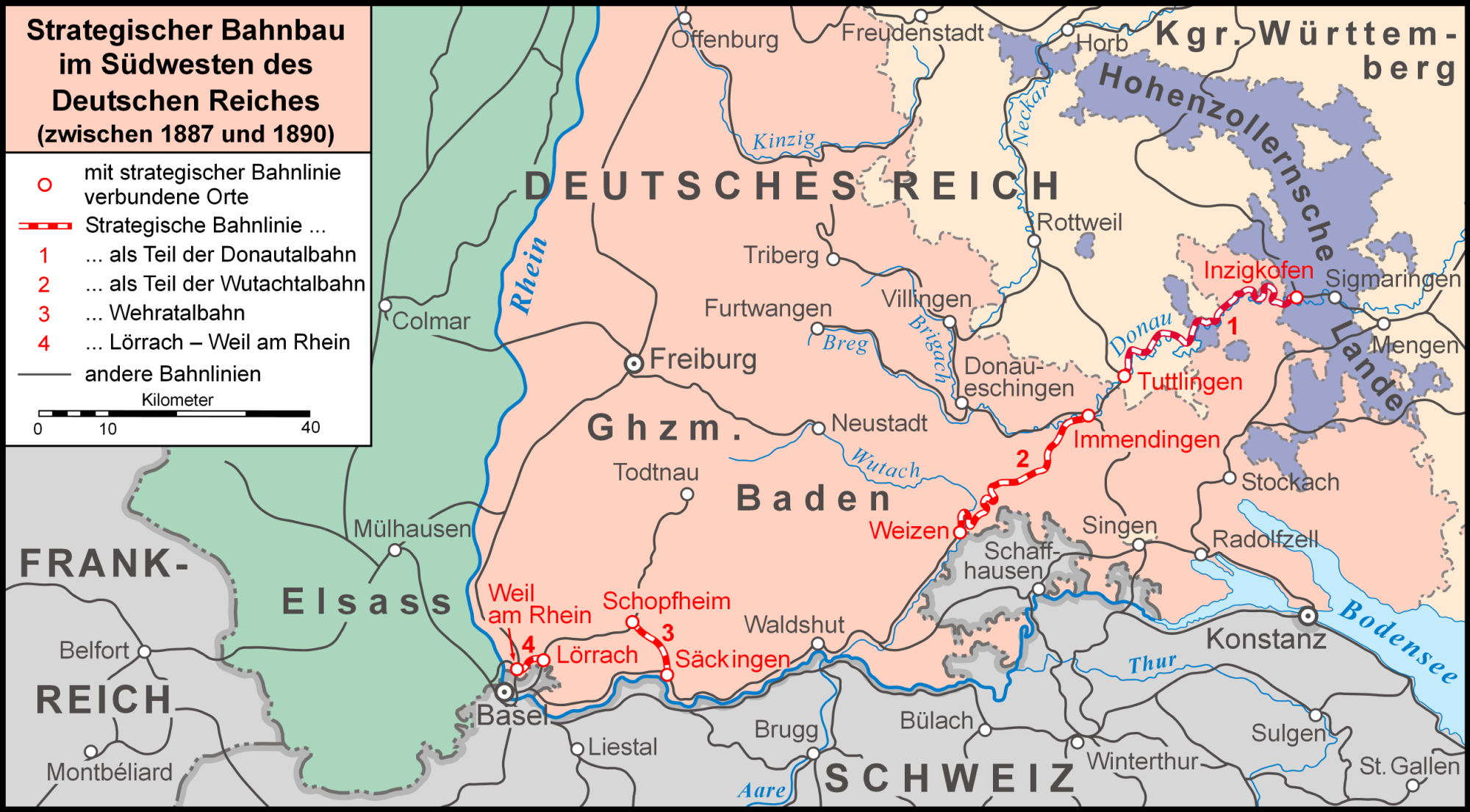
南部バーデンおよびドナウ川流域における1887年から1890年にかけての戦略路線の建設

以降のバーデン大公国邦有鉄道網の拡張は、地域の開発を目指したものか、あるいは軍事的な見地から実行された。主なものとしては以下のようなものがある。
- ネッカー谷線、ネッカーゲミュント - エーバーバッハ - ヤクストフェルト、1879年開通
- ヘレンタール線、フライブルク - ティティゼー＝ノイシュタット（ドイツ語版）、1887年開通
- 上ライン地方における戦略的迂回路: ヴェーラタール線（ドイツ語版）、ヴァイル・アム・ライン - レラッハ（ドイツ語版）、およびヴータッハタール線（ドイツ語版）の完成、1887年から1890年にかけて
- 戦略目的のライン線、マンハイム - グラーベン＝ノイドルフ（ドイツ語版） - カールスルーエ - ラシュタット - レーシュヴォーク（ドイツ語版）（現在のアルザス地方）、1895年開通

1895年には、一部の短区間を除いてバーデンの鉄道網はほぼ完成に達した。1900年にはバーデン領内に1,996 kmの路線があり、このうち1,521 kmを邦有鉄道が所有していた。その後は、鉄道網の核となっている駅の拡張工事に主な努力が費やされた。大きな改造としては以下のようなものがある。
- カールスルーエの新操車場、1895年
- ラシュタットにおける新駅、1895年
- フライブルクにおける新しい貨物バイパス線、1905年
- バーゼルの新しい貨物駅、1905年
- ブルッフザールの新しい貨物バイパス線、1906年
- マンハイムの新操車場、1906年から1907年
- オッフェンブルクの新駅・操車場、1911年
- バーゼル・バーディッシャー駅の新駅、北のヴァイル・アム・ラインに付属する操車場を含む、1913年
- カールスルーエの新しい中央駅、1913年
- ハイデルベルクの新しい操車場および貨物駅、1914年

新しく建設中であったハイデルベルク中央駅は、第一次世界大戦の勃発のため完成に漕ぎ着けられなかった。完成するのは1955年を待つことになる。

### 邦有鉄道により営業される私鉄
バーデンにおける路線の中には私有企業によって建設されたものもあったが、邦有鉄道によって運行されており、ほとんどの場合は後に買収された。1862年に開通したヴィーゼンタール線（バーゼル - ショプフハイム - ツェル・イム・ヴィーゼンタール）のような、地域的な重要性しかない支線に限らず、主要路線でもそうした例があった。鉄道路線がなく鉄道網へのより良い連絡を望んでいた町による運動だけではなく、大きな都市でも周辺地域を開発して交通の核としての地位を強化しようとしてこうした鉄道路線の建設にかかわるものがあった。たとえばマンハイムは、北へ通じるマイン-ネッカー線の開通によりバーデンの幹線がフリードリヒスフェルト（マンハイムの一部）とハイデルベルクの両方でマイン-ネッカー線と接続するようになって以来、交通網の中心から外れてしまっていたことから脱却するために、ハイデルベルクを経由せずにカールスルーエへ直接到達できる路線を推進しようとした。これに対抗して、ハイデルベルクは交通の核としての重要性を確実にするためにハイデルベルク - シュヴェツィンゲン - シュパイアー線の建設を推進した。
私有企業が建設し、邦有鉄道によって運行された鉄道の中で、重要なものとしては以下のようなものがある。
- マックスアウ線（ドイツ語版） - カールスルーエ近郊にカールスルーエ市政府によって建設され、1862年に開通した。バーデンの鉄道網とプファルツ地方を結ぶ最初の鉄道であった。1906年に国有化された。
- ライン線 - マンハイム - シュヴェツィンゲン - グラーベン＝ノイドルフ - エッゲンシュタイン（ドイツ語版） - カールスルーエ、マンハイム市政府によって建設され、1870年に開通して開通日にバーデン邦有鉄道によって買収された。
- クライヒガウ線（ドイツ語版） - カールスルーエ - ブレッテン - エッピンゲンおよびそこからハイルブロンへの延長、カールスルーエ市政府によって建設され、1879年に開通して開通日にバーデン邦有鉄道によって買収された。

### ドイツ国営鉄道への合併

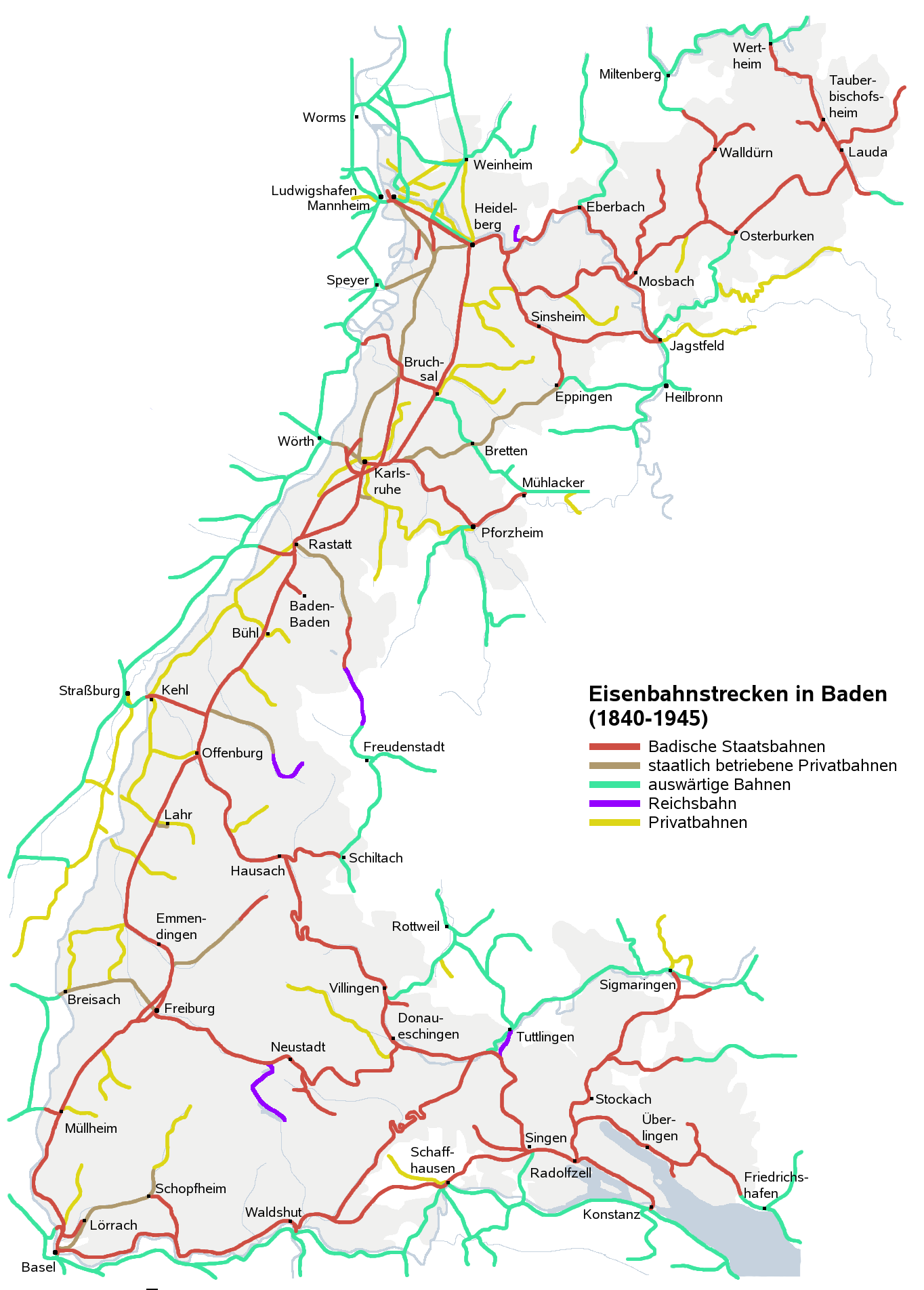
1945年以前にバーデンにおいて建設された鉄道網

1920年4月1日付でドイツ国営鉄道（ドイツ国鉄）が発足し、バーデン大公国邦有鉄道もこれに統合された。カールスルーエにあった本社事務所はカールスルーエ鉄道局となった。国鉄の発足により、バーデンの路線建設計画はキャンセルされることになり、以降は4本の新線のみが建設された。
- レンヒタール線（ドイツ語版）のバート・ペータースタール（ドイツ語版）（1926年）およびバート・グリースバッハ（1933年）への延長。
- ドライゼーエン線（ドイツ語版）、ティティゼー - ゼーブルック1926年開通
- ムルクタール線（ドイツ語版）の途切れている個所の開通、1928年
- ネッカーシュタイナハ - シェーナウの支線、1928年

ブレッテンからキュルンバッハまでの路線（およびレオンブロンにおけるツァーベルゴイ線との接続を視野に入れていた）の建設工事は着手されたが、完成することはなかった。

### 電気鉄道の運転
バーデン大公国邦有鉄道は、ヴィーゼンタール線のバーゼル - ツェル・イム・ヴィーゼンタール間およびその支線であるショプフハイム - バート・ゼッキンゲン間において1913年9月13日から、交流15 kV16 2/3 Hz電化による電気鉄道の運転を開始した。試作のA¹型電気機関車に続いて、11両のA²型およびA³型（のちにドイツ国鉄E61型となる）が導入された。これらはすべて、サイドロッド駆動式の3動軸機であった。ヴィーゼンタール線の電化は主として電気鉄道の試験目的で行われ、輸送上は特に大きな意味を持っていなかった。第一次世界大戦後は深刻な経済状況から電気運転のさらなる拡大は行われず、バーデンの鉄道網の電化が大きく進展するのは1952年以降のことになった。

## 路線
バーデン大公国邦有鉄道の路線の開通状況は以下の通りである。
| 区間 | 路線                                                                   | 開通           |
| --- | ---------------------------------------------------------------------- | -------------- |
| マンハイム - ハイデルベルク                                                                                                  | ラインタール線                                                         | 1840年9月12日  |
| ハイデルベルク - カールスルーエ                                                                                              | ラインタール線                                                         | 1843年4月10日  |
| カールスルーエ – エットリンゲン – ラシュタット                                                                               | ラインタール線                                                         | 1844年5月1日   |
| ラシュタット – オース | ラインタール線                                                         | 1844年5月6日   |
| オース – オッフェンブルク | ラインタール線                                                         | 1844年6月1日   |
| アッペンヴァイアー – ケール                                                                                                  | アッペンヴァイアー - ストラスブール線                                  | 1844年6月1日   |
| オース – バーデン＝バーデン                                                                                                  | –                                                                      | 1845年7月27日  |
| オッフェンブルク – フライブルク                                                                                              | ラインタール線                                                         | 1845年8月1日   |
| フライブルク – ミュルハイム                                                                                                  | ラインタール線                                                         | 1847年6月1日   |
| ミュルハイム – シュリーンゲン                                                                                                | ラインタール線                                                         | 1847年6月15日  |
| シュリーンゲン – エフリンゲン＝キルヒェン                                                                                    | ラインタール線                                                         | 1848年11月8日  |
| エフリンゲン＝キルヒェン – ハルティンゲン                                                                                    | ラインタール線                                                         | 1851年1月22日  |
| マンハイム臨港線 | –                                                                      | 1854年11月9日  |
| ハルティンゲン – バーゼル・バーディッシャー駅                                                                                | ラインタール線                                                         | 1855年2月20日  |
| バーゼル・バーディッシャー駅 – バート・ゼッキンゲン                                                                          | ホーホライン線                                                         | 1856年2月4日   |
| バート・ゼッキンゲン – ヴァルツフート                                                                                        | ホーホライン線                                                         | 1856年10月30日 |
| デュルラッハ – ヴィルフェルディンゲン＝ジンゲン                                                                              | カールスルーエ - ミュールアッカー線                                    | 1859年8月10日  |
| ヴァルツフート – コブレンツ¹                                                                                                 | トゥルギ-コブレンツ-ヴァルツフート線                                   | 1859年8月18日  |
| ケール – ストラスブール¹ | アッペンヴァイアー-ストラスブール線                                    | 1861年5月11日  |
| ヴィルフェルディンゲン＝ジンゲン – プフォルツハイム                                                                          | カールスルーエ - ミュールアッカー線                                    | 1861年7月4日   |
| ハイデルベルク – メッケスハイム – モースバッハ                                                                               | オーデンヴァルト線                                                     | 1862年10月23日 |
| プフォルツハイム – ミュールアッカー                                                                                          | カールスルーエ - ミュールアッカー線                                    | 1863年6月1日   |
| ヴァルツフート – シャフハウゼン – ジンゲン – コンスタンツ                                                                    | ホーホライン線                                                         | 1863年6月13日  |
| オッフェンブルク – ハウザッハ                                                                                                | シュヴァルツヴァルト線                                                 | 1866年7月2日   |
| モースバッハ – オスターブルケン – ラウダ – ハイディングスフェルト                                                            | オーデンヴァルト線                                                     | 1866年8月25日  |
| ジンゲン – エンゲン | シュヴァルツヴァルト線                                                 | 1866年9月6日   |
| ラードルフツェル・アム・ボーデンゼー – シュトッカッハ                                                                        | ヘーガウ-アーブラッハタール線                                          | 1867年7月20日  |
| マンハイム – ルートヴィヒスハーフェン ¹                                                                                      | プファルツ・ルートヴィヒ線                                             | 1867年8月10日  |
| ラウダ – ホーホハウゼン (Hochhausen)                                                                                         | タウバー谷線                                                           | 1867年10月10日 |
| エンゲン (Engen) – ドナウエッシンゲン                                                                                        | シュヴァルツヴァルト線                                                 | 1868年6月15日  |
| メッケスハイム – バート・ラッペナウ                                                                                          | エルゼンツタール線                                                     | 1868年6月25日  |
| ホーホハウゼン (Hochhausen) – ヴェルトハイム                                                                                 | タウバー谷線                                                           | 1868年10月15日 |
| バート・ラッペナウ – ヤクストフェルト                                                                                        | エルゼンツタール線                                                     | 1869年8月5日   |
| ドナウエッシンゲン – フィリンゲン                                                                                            | シュヴァルツヴァルト線                                                 | 1869年8月16日  |
| ケーニヒスホーフェン – バート・メルゲントハイム                                                                              | タウバー谷線                                                           | 1869年10月23日 |
| シュトッカッハ – メスキルヒ                                                                                                  | ヘーガウ-アーブラッハタール線                                          | 1870年2月3日   |
| ヴァイル・アム・ライン – サン＝ルイ ¹                                                                                        | –                                                                      | 1872年2月11日  |
| シュヴァッケンロイテ – プフーレンドルフ                                                                                      | アルツハウゼン-シュヴァッケンロイテ線                                  | 1873年8月11日  |
| メスキルヒ – メンゲン | ヘーガウ-アーブラッハタール線                                          | 1873年9月6日   |
| クラウヒェンヴィース – ジグマリンゲン                                                                                        | ジグマリンゲン-クラウヒェンヴィース線                                  | 1873年9月6日   |
| ハウザッハ – フィリンゲン | シュヴァルツヴァルト線                                                 | 1873年11月1日  |
| ブルッフザール – グラーベン＝ノイドルフ – ラインスハイム (Rheinsheim)                                                        | ブルーライン線                                                         | 1874年11月23日 |
| ラウヒリンゲン – シュテューリンゲン                                                                                          | ヴータッハタール線                                                     | 1875年4月22日  |
| シュテューリンゲン – ヴァイツェン（シュテューリンゲン近郊）                                                                  | ヴータッハタール線                                                     | 1876年10月15日 |
| ラインスハイム – ゲルマースハイム ¹                                                                                          | ブルーライン線                                                         | 1877年5月15日  |
| ミュルハイム – ノイエンブルク・アム・ライン – ミュールハウゼン ¹                                                             | -                                                                      | 1878年2月6日   |
| ハウザッハ – ヴォルファッハ                                                                                                  | ハウザッハ - シルタッハ線                                              | 1878年7月15日  |
| ネッカーゲミュント – エーバーバッハ – ヤクストフェルト                                                                       | ネッカー谷線                                                           | 1879年5月24日  |
| マンハイム＝フリードリヒスフェルト – シュヴェツィンゲン                                                                      | –                                                                      | 1880年6月1日   |
| ヴォルファッハ – シルタッハ                                                                                                  | ハウザッハ - シルタッハ線                                              | 1886年11月4日  |
| フライブルク – ノイシュタット（シュヴァルツヴァルト）                                                                        | ヘレンタール線                                                         | 1887年5月23日  |
| ゼッカッハ - ヴァルデュルン                                                                                                  | ゼッカッハ-ミルテンベルク線                                            | 1887年12月1日  |
| ヴァイル・アム・ライン – レラッハ (Lörrach)                                                                                  | ヴァイル・アム・ライン-レラッハ線、スイスを迂回するための戦略路線      | 1890年5月20日  |
| ショプフハイム – バート・ゼッキンゲン                                                                                        | ヴェーラタール線、スイスを迂回するための戦略路線                       | 1890年5月20日  |
| ヴァイツェン（シュテューリンゲン近郊） – イメンディンゲン                                                                    | ヴータッハタール線、スイスを迂回するための戦略路線                     | 1890年5月20日  |
| ドナウエッシンゲン - ヒューフィンゲン                                                                                        | ブレークタール線                                                       | 1892年10月20日 |
| グラーベン＝ノイドルフ – ブランケンロッホ – カールスルーエ – ドゥルマースハイム – ラシュタット – ロッペンハイム（アルザス）¹ | -                                                                      | 1895年5月1日   |
| カールスルーエ新操車場 | –                                                                      | 1895年5月1日   |
| カールスルーエ操車場 - カールスルーエ西 - クニーリンゲン (Knielingen)                                                        | –                                                                      | 1895年5月1日   |
| シュターリンゲン – ユーバーリンゲン                                                                                          | シュターリンゲン - フリードリヒスハーフェン線                          | 1895年8月18日  |
| ヴァルデュルン – アモールバッハ¹                                                                                             | ゼッカッハ-ミルテンベルク線                                            | 1899年9月20日  |
| シュタインスフルト – エッピンゲン                                                                                            | –                                                                      | 1900年11月15日 |
| ヴァルトキルヒ – エルツァッハ                                                                                                | エルツタール線                                                         | 1901年8月20日  |
| ノイシュタット（シュヴァルツヴァルト） – ヒューフィンゲン                                                                    | ヘレンタール線                                                         | 1901年8月20日  |
| ユーバーリンゲン – フリードリヒスハーフェン¹                                                                                 | ボーデン湖北線                                                         | 1901年10月1日  |
| オーバーウールディンゲン – ウンターウールディンゲン                                                                          | オーバーウールディンゲン-ミュールホーフェン-ウンターウールディンゲン線 | 1901年10月2日  |
| マルバッハ – バート・デュルハイム                                                                                            | マルバッハ-バート・デュルハイム線                                      | 1904年7月31日  |
| フライブルク貨物バイパス線                                                                                                   | –                                                                      | 1905年9月4日   |
| マンハイム＝ライナウ - ブリュール                                                                                            | ライナウ-ケッチュ線                                                    | 1905年10月1日  |
| ミメンハウゼン＝ノイフラッハ (Mimmenhausen-Neufrach) – フリッキンゲン                                                        | –                                                                      | 1905年12月1日  |
| バーゼル新貨物駅 | –                                                                      | 1905年12月15日 |
| ブルッフザール貨物バイパス線                                                                                                 | –                                                                      | 1906年1月29日  |
| マンハイム新操車場南部 | –                                                                      | 1906年10月1日  |
| マンハイム新操車場北部 | –                                                                      | 1907年5月1日   |
| カッペル・グータッハブリュッケ – レンツキルヒ (Lenzkirch) – ボンドルフ (Bonndorf)                                            | カッペル・グータッハブリュッケ-ボンドルフ（シュヴァルツヴァルト）線    | 1907年9月24日  |
| ヴァイゼンバッハ – フォルバッハ                                                                                              | ムルクタール線                                                         | 1910年6月15日  |
| 新オッフェンブルク駅およびヴィントシュレーク - オッフェンブルク貨物線                                                        | –                                                                      | 1911年11月6日  |
| ヴァルデュルン – ハルトハイム                                                                                                | ヴァルデュルン-ハルトハイム線                                          | 1911年11月23日 |
| ブリュール (バーデン) – ケッチュ                                                                                             | ライナウ-ケッチュ線                                                    | 1912年7月1日   |
| 新バーゼル・バーディッシャー駅                                                                                               | –                                                                      | 1913年9月13日  |
| 新カールスルーエ中央駅 | –                                                                      | 1913年10月23日 |
| ジンゲン – ボイレン＝ビュースリンゲン                                                                                        | ランデン線                                                             | 1913年11月21日 |
| 新ハイデルベルク貨物駅 | –                                                                      | 1914年3月2日   |
| タウバービショフスハイム – ケーニヒハイム                                                                                    | タウバービショフスハイム-ケーニヒハイム線                              | 1914年12月1日  |
| フォルバッハ – ラウミュンツァッハ (Raumünzach)                                                                               | ムルクタール線                                                         | 1915年6月4日   |

¹ 国境を越える路線については、バーデン邦有鉄道に属する区間についてのみ記載した。バーゼル連絡線は、スイス中央鉄道とバーデン邦有鉄道が共同で出資して建設された。ヘレンタール線の計画区間であったドナウエッシンゲン - ヒューフィンゲン間は政府の予算で建設されたが、当初はブレグタール線の区間として私鉄として運営・管理されていた。ヘレンタール線が1901年に開業した後、この区間の管理はバーデン邦有鉄道に引き継がれ、共同運行が開始された。
邦有鉄道が運行していた私鉄
| 区間                                                                                           | 路線                          | 開通日         | 建設者                                             |
| ---------------------------------------------------------------------------------------------- | ----------------------------- | -------------- | -------------------------------------------------- |
| バーゼル・バーディッシャー駅 – ショプフハイム                                                  | ヴィーゼンタール線            | 1862年6月7日   | ヴィーゼンタール鉄道会社                           |
| カールスルーエ – マックスアウ                                                                  | マックスアウ線                | 1862年8月5日   | カールスルーエ市                                   |
| マックスアウ – マクシミリアンスアウ¹                                                           | マックスアウ線                | 1865年5月8日   | カールスルーエ市                                   |
| ディングリンゲン (Dinglingen) – ラール/シュヴァルツヴァルト                                    | ラール-ラール・シュタット線   | 1865年11月15日 | ラール鉄道会社                                     |
| ラシュタット – ゲルンスバッハ                                                                  | ムルクタール線                | 1869年6月1日   | ムルクタール鉄道会社                               |
| マンハイム – シュヴェツィンゲン – グラーベン＝ノイドルフ - エッゲンシュタイン – カールスルーエ | ライン線                      | 1870年8月4日   | マンハイム市                                       |
| フライブルク – ブライザッハ                                                                    | フライブルク-コルマール線     | 1871年2月6日   | フライブルク市、ブライザッハ町                     |
| ハイデルベルク – シュヴェツィンゲン                                                            | ハイデルベルク-シュパイアー線 | 1873年7月17日  | ハイデルベルク-シュパイアー鉄道会社                |
| シュヴェツィンゲン – シュパイアー                                                              | ハイデルベルク-シュパイアー線 | 1873年12月10日 | ハイデルベルク-シュパイアー鉄道会社                |
| デンツリンゲン – ヴァルトキルヒ                                                                | エルツタール線                | 1875年1月1日   | ヴァルトキルヒ町                                   |
| ショプフハイム – ツェル・イム・ヴィーゼンタール                                                | ヴィーゼンタール線            | 1876年2月5日   | シュプフハイム-ツェラー鉄道会社                    |
| アッペンヴァイアー – オッペナウ                                                                | レンヒタール線                | 1876年6月1日   | レンヒタール鉄道会社                               |
| ブライザッハ・アム・ライン – コルマール ¹                                                      | フライブルク-コルマール線     | 1878年1月5日   | フライブルク市、ブライザッハ市、バーデン政府       |
| グレーツィンゲン – ブレッテン – エッピンゲン                                                   | クライヒガウ線                | 1879年10月15日 | カールスルーエ市                                   |
| エットリンゲン西 - エットリンゲン・エルププリンツ                                              | アルプタール線                | 1885年8月25日  | エットリンゲン町、1898年1月1日からバーデン地方鉄道 |
| エットリンゲン・エルププリンツ – エットリンゲン・シュタット                                    | アルプタール線                | 1887年7月15日  | エットリンゲン町、1898年1月1日からバーデン地方鉄道 |
| ゲルンスバッハ – ヴァイゼンバッハ                                                              | ムルクタール線                | 1894年5月1日   | ムルクタール鉄道会社                               |

1899年1月1日にバーデン地方鉄道による運行となったエットリンゲン西 - エットリンゲン・シュタットの区間を除き、邦有鉄道が運行していたこれらの私鉄は後にすべて国有化された。
唯一建設された狭軌の路線である、モースバッハからムーダウまでの区間（1905年6月3日開業）については特殊な方式があった。民間企業のフェリンク・ウント・ヴェヒターが契約を結んで、この路線を建設し運行していた。
| 区間（軌間1,000 mm）    | 開通         | 建設者                         | 運行                                                                                             |
| ----------------------- | ------------ | ------------------------------ | ------------------------------------------------------------------------------------------------ |
| モースバッハ-ムーダウ線 | 1905年6月3日 | フェリンク・ウント・ヴェヒター | フェリンク・ウント・ヴェヒター、1917年4月1日からバーデン地方鉄道、1931年5月1日からドイツ国営鉄道 |

バーデン邦有鉄道が運行していたこれらの路線以外にも、1889年以降に建設された完全な私鉄もあった。
ドイツ国営鉄道は、バーデンの鉄道網に以下の路線網を1945年までに完成させた。
| 区間                                                                          | 路線                              | 開通           |
| ----------------------------------------------------------------------------- | --------------------------------- | -------------- |
| オッペナウ – バート・ペータースタール                                         | レンヒタール線                    | 1926年11月28日 |
| ティティゼー - ゼーブルック (Seebrugg)                                        | ドライゼーエン線                  | 1926年12月1日  |
| ラウミュンツァッハ (Raumünzach) – クロスターライヒェンバッハ                  | ムルクタール線                    | 1928年4月13日  |
| ネッカーシュタイナハ – シェーナウ                                             | ネッカーシュタイナハ-シェーナウ線 | 1928年10月21日 |
| バート・ペータースタール – バート・グリースバッハ・イム・シュヴァルツヴァルト | レンヒタール線                    | 1933年5月25日  |
| トゥットリンゲン – ハッティンゲン (Hattingen)                                 | ゴイ線                            | 1934年5月15日  |
| フライブルク – フライブルク＝ヴィーレ                                         | ヘレンタール線                    | 1934年11月8日  |

また、外国の国有鉄道でバーデン領内に建設されたものがいくつかあった。ブレッテン-ブルッフザール間は1878年にバーデン邦有鉄道に移管された。
| 区間                                                             | 路線                                        | 開通           | 運営者                         |
| ---------------------------------------------------------------- | ------------------------------------------- | -------------- | ------------------------------ |
| ハイデルベルク – ヴァインハイム – フランクフルト・アム・マイン   | マイン-ネッカー線                           | 1846年8月1日   | マイン-ネッカー鉄道            |
| ミュールアッカー – ブレッテン – ブルッフザール                   | 西部線                                      | 1853年12月1日  | 王立ヴュルテンベルク邦有鉄道   |
| プフォルツハイム – バート・ヴィルトバート                        | エンツタール線                              | 1868年6月11日  | 王立ヴュルテンベルク邦有鉄道   |
| ロットヴァイル – フィリンゲン                                    | –                                           | 1869年8月26日  | 王立ヴュルテンベルク邦有鉄道   |
| ヤクストフェルト – オスターブルケン                              | –                                           | 1869年9月27日  | 王立ヴュルテンベルク邦有鉄道   |
| トゥットリンゲン – イメンディンゲン                              | 上ネッカー線                                | 1870年7月26日  | 王立ヴュルテンベルク邦有鉄道   |
| コンスタンツ – クロイツリンゲン・ハーフェン – ローマンスホルン   | ゼー線                                      | 1871年7月1日   | スイス北東鉄道                 |
| バーゼル・バーディッシャー駅 – バーゼル中央駅                    | バーゼル連絡線                              | 1873年11月3日  | スイス中央鉄道                 |
| プフォルツハイム – カルフ                                        | ナーゴルトタール線                          | 1874年6月1日   | 王立ヴュルテンベルク邦有鉄道   |
| ジンゲン – エッツヴィレン (Etzwilen) – ヴィンタートゥール        | –                                           | 1875年7月17日  | スイス国民鉄道                 |
| コンスタンツ – クロイツリンゲン– エッツヴィレン (Etzwilen)       | –                                           | 1875年7月17日  | スイス国民鉄道                 |
| プフレンドルフ – アウレンドルフ                                  | –                                           | 1875年8月14日  | 王立ヴュルテンベルク邦有鉄道   |
| マンハイム・ネッカーシュタット – ビブリス                        | リート線                                    | 1879年10月15日 | ヘッセン・ルートヴィヒ鉄道     |
| マンハイム＝ヴァルトホーフ – ケーファータール – マンハイム中央駅 | リート線                                    | 1880年5月1日   | ヘッセン・ルートヴィヒ鉄道     |
| シュヴァイゲルン – エッピンゲン                                  | クライヒガウ線                              | 1880年8月18日  | 王立ヴュルテンベルク邦有鉄道   |
| ロール・アム・マイン – ヴェルトハイム                            | ロール - ヴェルトハイム線                   | 1881年10月1日  | 王立バイエルン邦有鉄道         |
| エアバッハ – エーバーバッハ                                      | オーデンヴァルト線                          | 1882年5月27日  | ヘッセン・ルートヴィヒ鉄道     |
| フロイデンシュタット – シルタッハ                                | オイティンゲン・イム・ゲウ - シルタッハ線   | 1886年11月4日  | 王立ヴュルテンベルク邦有鉄道   |
| トゥットリンゲン – ジグマリンゲン                                | テュービンゲン - ジグマリンゲン線           | 1890年11月27日 | 王立ヴュルテンベルク邦有鉄道   |
| シュランベルク – シルタッハ                                      | –                                           | 1892年11月9日  | 王立ヴュルテンベルク邦有鉄道   |
| ヴァインハイム – フュルト                                        | ヴェシュニッツタール線                      | 1895年         | プロイセン＝ヘッセン鉄道共同体 |
| シャフハウゼン – イェシュテッテン – エーグリザウ                 | –                                           | 1897年6月1日   | スイス北東鉄道                 |
| ヴァインハイム – ラムペルトハイム                                | ヴァインハイム-ヴォルムス線                 | 1905年         | プロイセン＝ヘッセン鉄道共同体 |
| ミルテンベルク – ヴェルトハイム                                  | ミルテンベルク・ヴェスト - ヴェルトハイム線 | 1912年10月1日  | 王立バイエルン邦有鉄道         |

## 鉄道車両
バーデン邦有鉄道向けの最初の2両の蒸気機関車は、イギリスのシャープ・ロバーツによって製造され、1839年に納入された。この2両はレーヴェ（ライオン）とグライフ（グリフォン）と名付けられた。鉄道網が拡張されるにつれて、鉄道車両も急速に増備されていった。1854年から1855年にかけて、広軌から標準軌に改軌した時点で、66両の機関車、65両のタンク機関車、1,133両の貨車があった。第一次世界大戦終結時点では、915両の機関車、27,600両の貨車、2,500両の客車が在籍していたが、ヴェルサイユ条約に基づく連合国に対する戦後賠償として、106両の機関車、7,307両の貨車、400両の客車が引き渡された。バーデンの機関車の一覧は、Liste der badischen Lokomotiven und Triebwagen（バーデンの機関車と動車の一覧）を参照。
バーデン邦有鉄道は、地元の会社から車両を購入することを好み、バーデンの鉄道車両工業の成長に貢献した。エミール・ケスラー（のちにエスリンゲンを設立する）の工場やカールスルーエのマルティエンゼンの工場で、後者はのちにカールスルーエ機械製造となった。また1862年にハイデルベルクに設立されたフックス車両製造と、1897年にラシュタットに設立されたラシュタット車両製造という2つの客車メーカーも発展した。